# ルウェリン・ロイド
ルウェリン・ロイド（Llewelyn Lloyd、1879年8月30日 - 1949年10月1日）は、イタリアで活動した画家である。

## 略歴
トスカーナ州のリヴォルノで生まれた。父親はウェールズ出身の商人で、ロイドはイギリス国籍のまま生涯を送った。父親が亡くなった後、叔父に育てられた。1894年からリヴォルノで、グリエルモ・ミケーリの絵画教室で学んだ。ミケーリはマッキア派の画家、ジョヴァンニ・ファットーリの弟子で、同時期にアメデオ・モディリアーニやオスカル・ギリア、ジーノ・ロミティらがミケーリの教室で学んでいた。
ロイドの作品はフィレンツェで教えていたジョヴァンニ・ファットーリの関心を引き、フィレンツェに移り、ファットーリのもとで修業した。フィレンチェではマッキア派の画家、テレマコ・シニョリーニやアドリアーノ・チェチオーニの作品や、ルネサンスのイタリア美術の作品に親しんだ。
1897年のフィレンチェ春季展(Fiorentina Primaverile)に初めて出展し、この頃は風景を点描の画家のスタイルで描いていたが、点描の技法を用いた期間は短かった。リグリアで、風景画家のグリエルモ・ロリ(it:Guglielmo Amedeo Lori:1869–1913) やベンヴェヌーﾄ・ベンヴェヌーティ(it:Benvenuto Benvenuti:18810–1959)と活動し、プリニオ・ノメリーニ(it:Plinio Nomellini:1866–1943)とともに、「Gruppo di Albaro」の画家として知られるようになった。
美術史を研究し、1929年に著書「19世紀のイタリア絵画」(La pittura dell'Ottocento in Italia)を出版した。
イギリスの市民権を保持していたので、第2次世界大戦が始まった後、1944年に逮捕され フォッソリ収容所に収容され、その後ドイツ、バイエルン州の収容所に終戦後の1945年5月まで収容された。フィレンツェに戻った後、収集家のit:Roberto Papiniの邸で暮らした。

## 作品

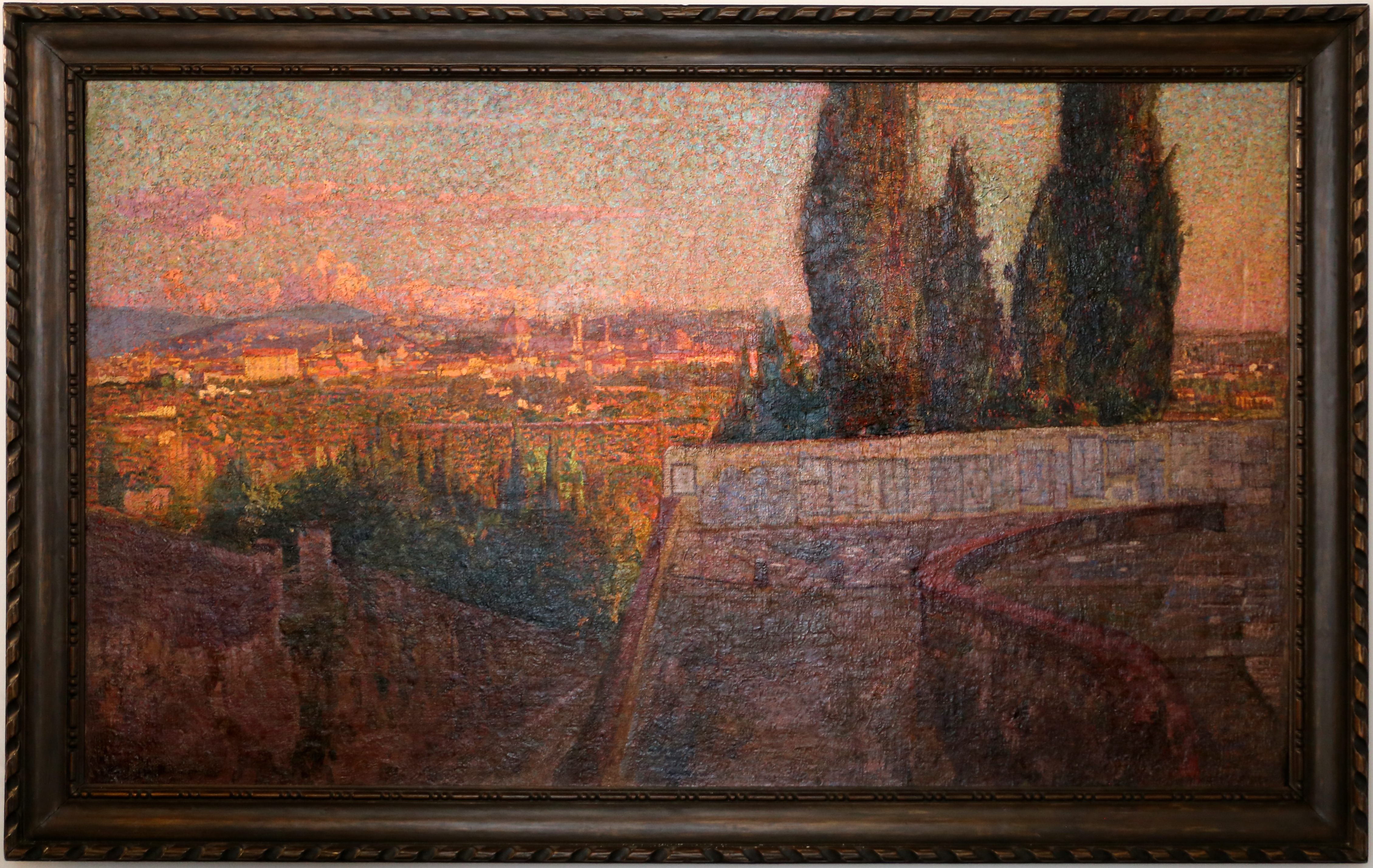
フィレンツェの街景 (1906)
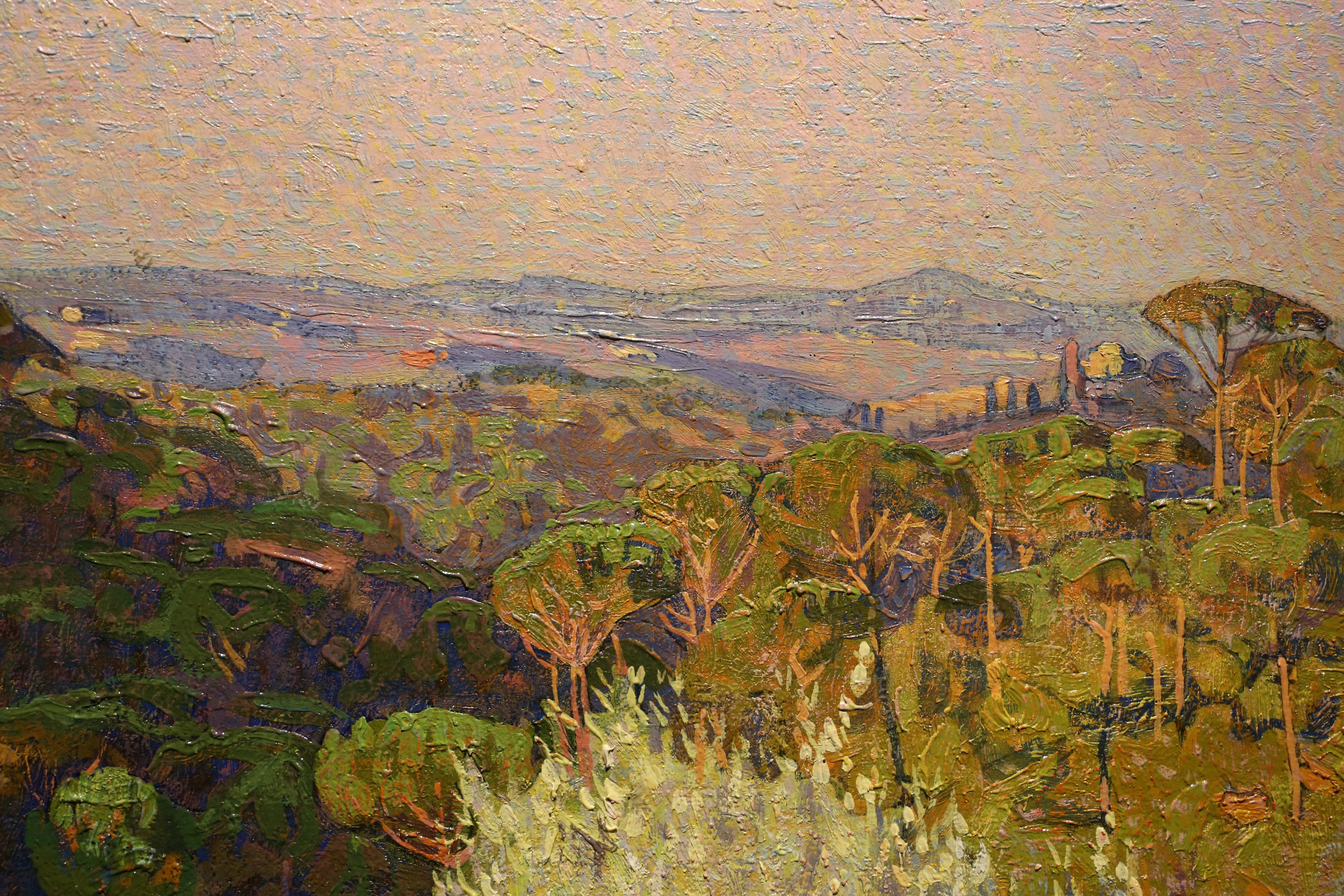
ヴァル・ディ・ペーザの朝 (1909)
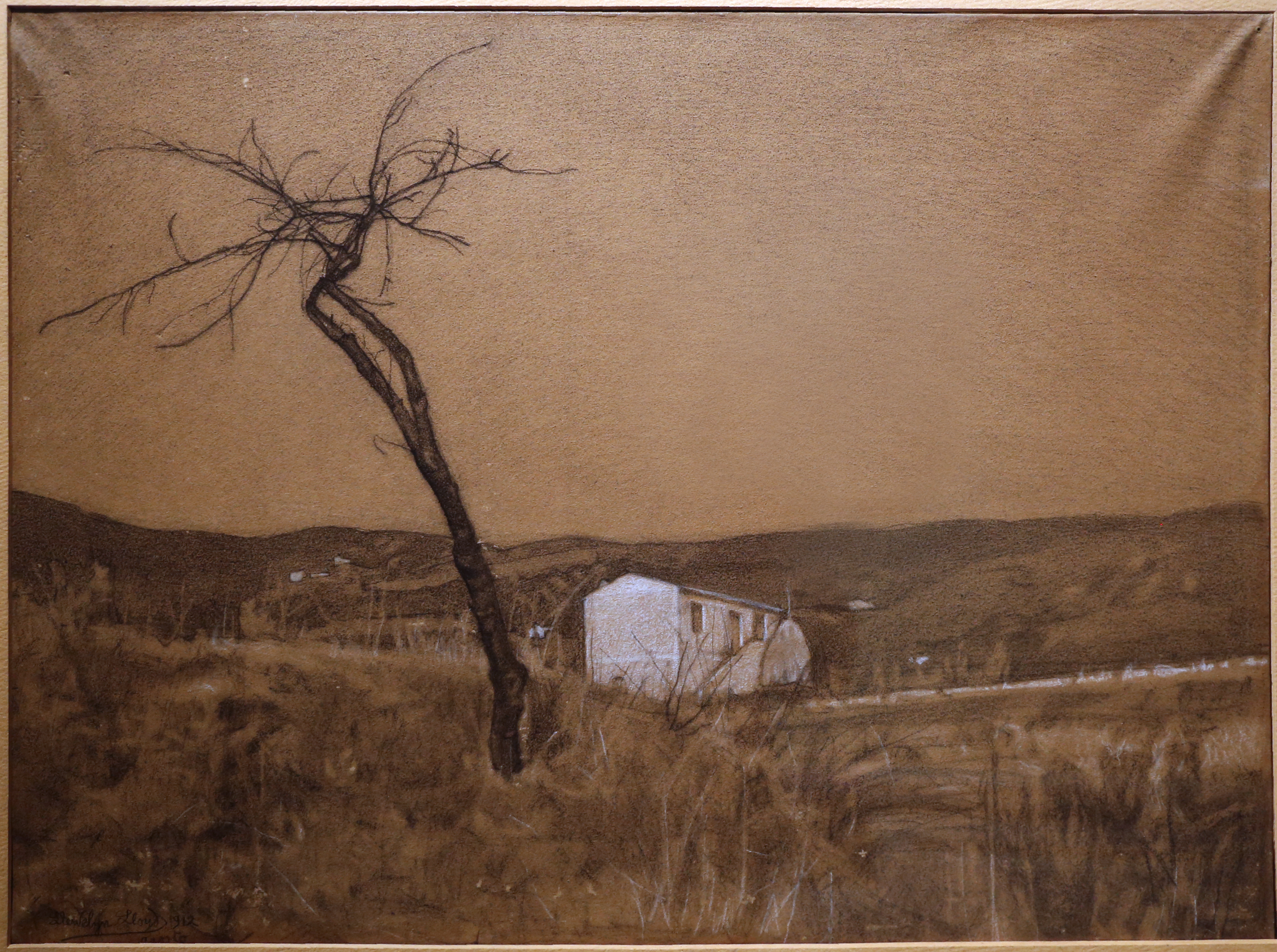
枯れ木　(1912)

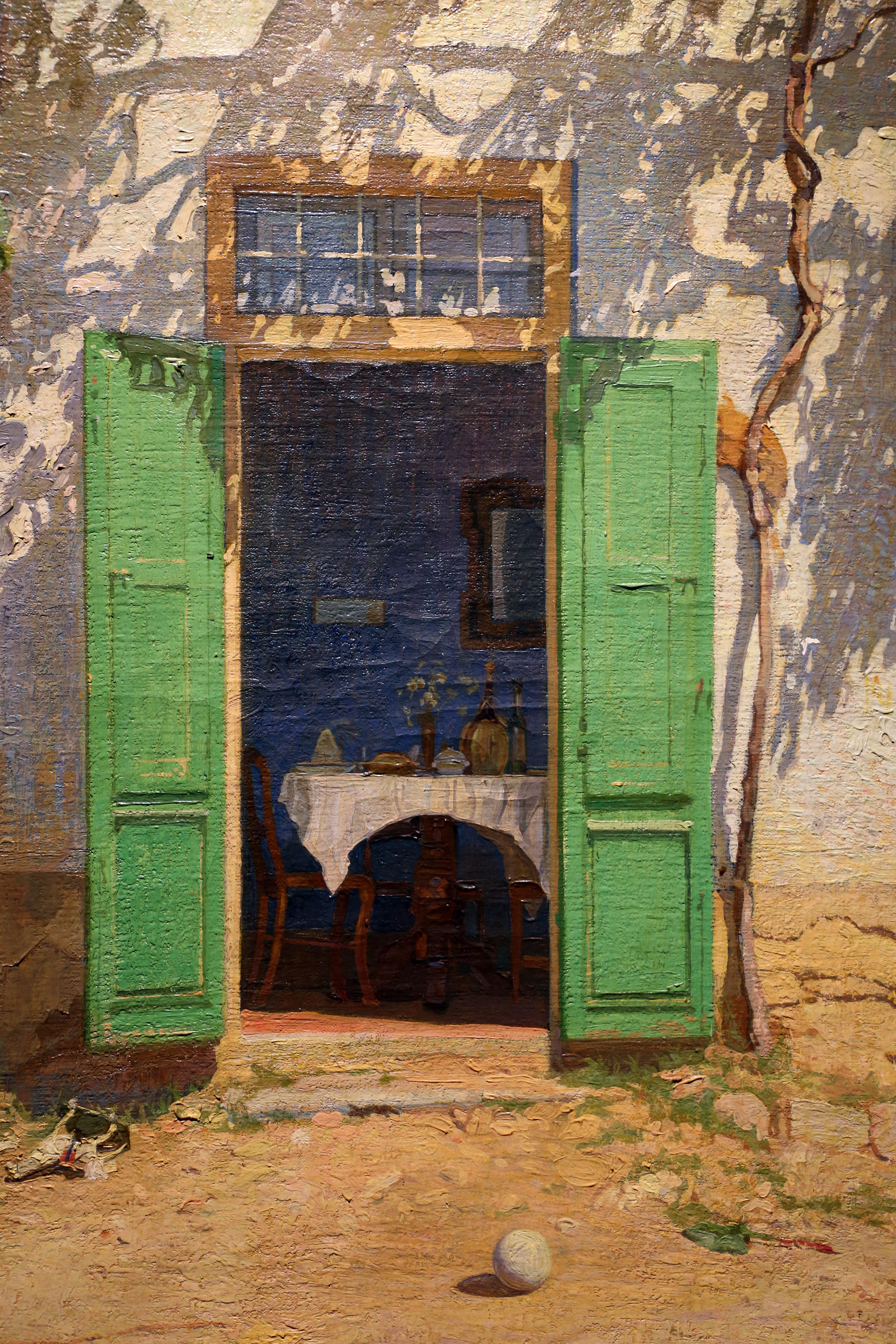
ぺルゴラの陽陰 (1909)
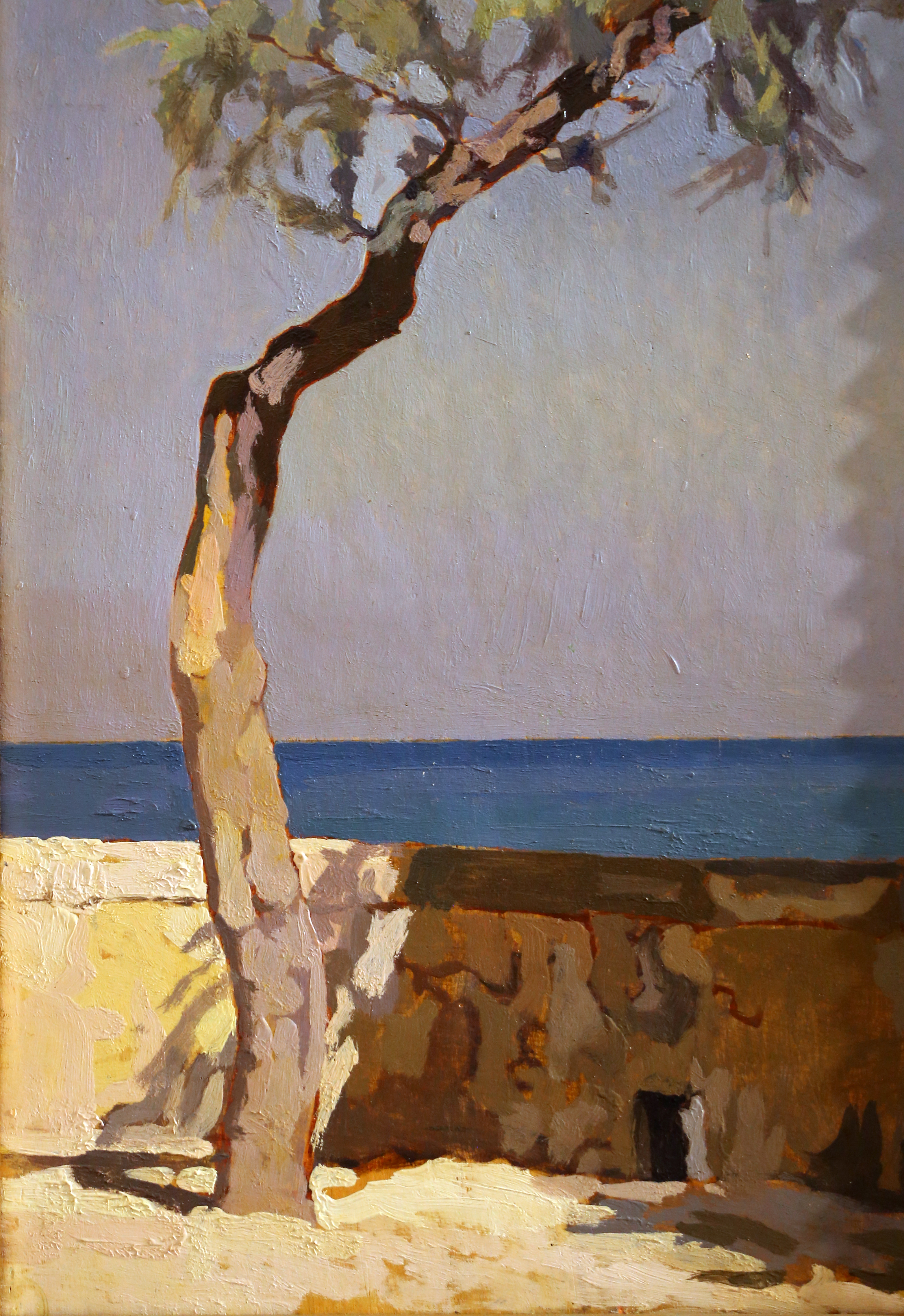
檉柳
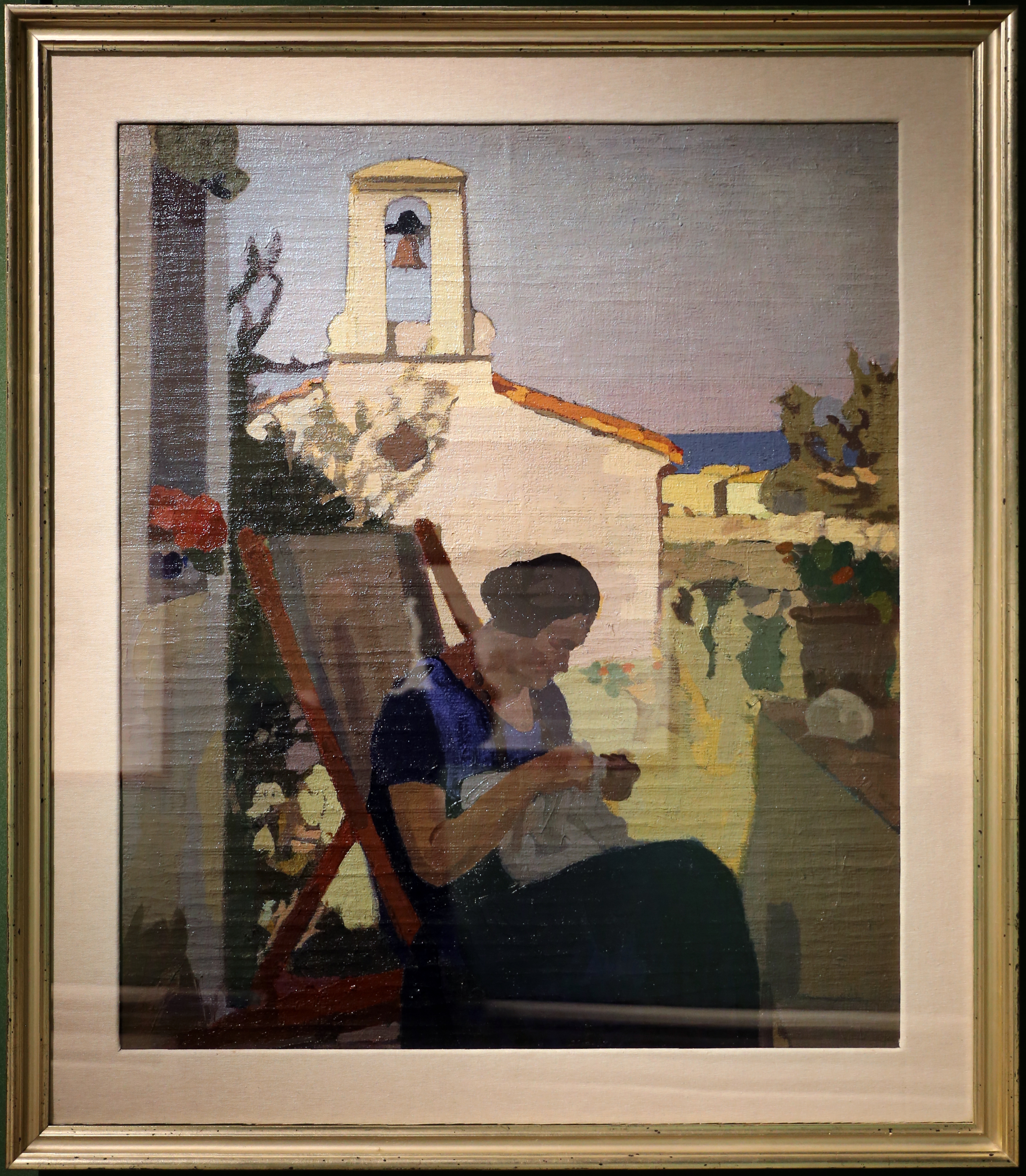
穏やかな時間 (1926)
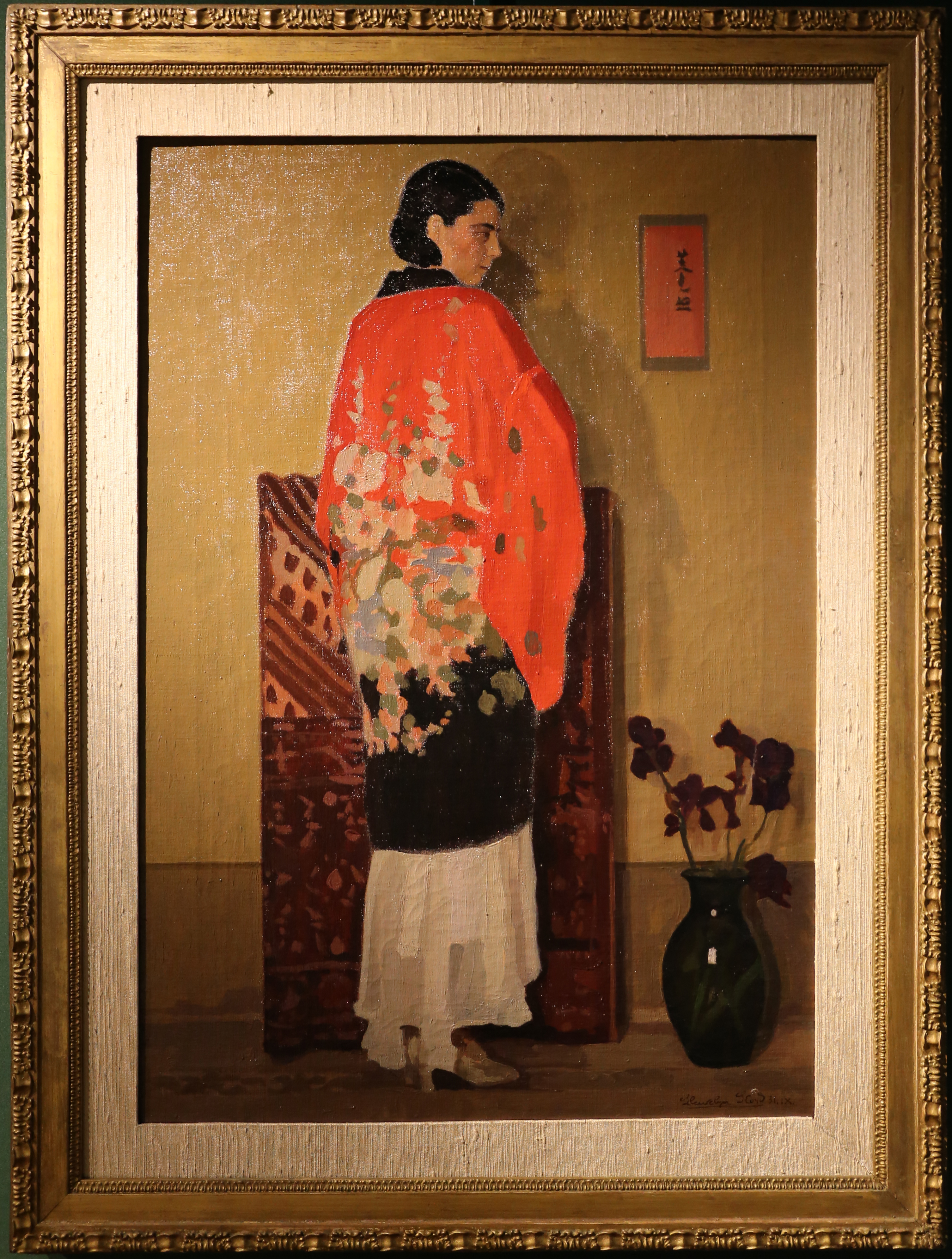
バラ色のキモノ (1931)